# KD Group
KD Group d. d. je bila ustanovljena leta 1996 in je ena izmed največjih poslovnih skupin v Sloveniji. Posluje na področju zavarovalništva, bančništva, upravlja z investicijskimi skladi, kapitaliskimi naložbami in nepremičninami.